# Pokrajina Taranto
Pokrajina Taranto (v italijanskem izvirniku Provincia di Taranto [provinča di tàranto]) je ena od šestih pokrajin, ki sestavljajo italijansko deželo Apulijo. Na severu meji s pokrajino Bari, na vzhodu s pokrajinama Brindisi in Lecce, na jugu z Jonskim morjem (leži ob Tarantskem zalivu) in na zahodu z deželo Bazilikata.

## Večje občine
Glavno mesto je Taranto, ostale večje občine so (podatki 31. 12. 2007):
| Občina         | Prebivalcev |
| -------------- | ----------- |
| Taranto        | 202.033     |
| Martina Franca | 49.133      |
| Manduria       | 32.758      |
| Grottaglie     | 39.746      |
| Massafra       | 31.748      |
| Ginosa         | 22.421      |
| Castellaneta   | 17.254      |
| Sava           | 17.052      |

## Naravne zanimivosti
Če primerjamo Apeninski polotok s škornjem, poteka natančno po stičišču njegove »pete« s »stopalom« izrazita kraška depresija, imenovana soglia messapica [sòlja mesàpika]. Poteka od Jonskega morja skozi Taranto proti severovzhodu in po mestu Ostuni doseže Jadransko morje. Vzdolž depresije je obilno kraških jam in podzemskih voda. Značilne so tudi globoke soteske, ki jim tu pravijo »gravine« in »lame«. Posebno za lame, ki so manjše in ožje od gravin, se strokovnjaki še niso poenotili, ali gre za erozijo zaradi deževja in vodnih tokov ali za tektonske zgibe. Ker je na splošno depresija sorazmerno usmerjena in ostro loči Salentinski polotok od notranjosti, prevladuje mnenje, da gre za tektonsko razpoko, ki jo vode postopoma širijo.
Seznam zaščitenih področij v pokrajini:
- Krajinski park Terra delle Gravine (Parco Naturale Regionale Terra delle Gravine)
- Naravni rezervat Murge Orientali (Riserva naturale Murge Orientali)
- Naravni rezervat Stornara (Riserva naturale Stornara)
- Naravni rezervat Gravina di Castellaneta (Gravina di Castellaneta)

## Zgodovinske zanimivosti
Leta 281 pr. n. št. je mesto Taranto, tedaj eno od središč Velike Grčije, bilo v sporu z Rimljani. Rim je že bil velesila in ni bilo dvoma o izidu morebitnega spopada, zato so Tarantinci zaprosili za pomoč Pira, kralja Epira. Ta je s pomočjo zaveznikov Rimljane tudi premagal, in to celo dvakrat, čeprav je bil drugi spopad za njegovo vojsko dobesedno porazen, saj je padla velika večina bojevnikov. Po legendi naj bi takrat Pir izjavil: »Še enkrat naj premagam Rimljane, pa bom pogubljen!« – odtod izraz Pirova zmaga. Med prvo in drugo vojno je Pir ostal v Kampaniji in Apuliji. Ko je od daleč opazoval mesto Taranto, se mu je zdelo, da je sezidano v obliki škorpijona, zato je meščanom predlagal, naj vključijo v grb to podobo, ki naj bi sovražnike prepričala, da je Velika Grčija nevarna kot škorpijon. Ker je veljal Pir za psihologa v vojni taktiki, saj je prvi v Evropi ustrahoval sovražnike s sloni, je Taranto navdušeno sprejel ta predlog. Škorpijon je ostal v mestnem grbu več kot 17 stoletij, dokler ga ni zamenjala podoba mladeniča. ki jaha delfina. Toda leta 1927 je novonastala Pokrajina Taranto sprejela stari grb, seveda ne z namenom, da bi škorpijon ustrahoval sovražnika, pač pa iz spoštovanja do tradicije.